# 468

## Evenimente
- 3 martie: Simpliciu devine cel de al 47-lea suveran pontif.
- Hunii invadează din nou Dacia, dar sunt respinse de forțele lui Leon I.
- Vandalii strivesc forțele navale bizantine conduse de Leon I.

## Decese
- 29 februarie: papa Hilarius (n. ?)